# Libro facsimile
Un libro facsimile è una fotoriproduzione di un libro. Il libro originale che funge da modello viene scandito pagina per pagina; dalle immagini ottenute vengono quindi preparate le lastre per la stampa.
I fogli stampati vengono legati insieme: quest'ultima fase, affidata a botteghe artigiane, è svolta manualmente, secondo metodi conformi a quelli che furono adottati per creare il volume originale.
I libri facsimili riproducono, nella quasi totalità dei casi, opere manoscritte; in particolare, la tipologia di testo più replicata è rappresentata da libri decorati, come manoscritti miniati medievali.

## Caratteristiche
A differenza delle copie anastatiche, i facsimili non si limitano a riprodurre il testo degli originali, ma intendono emularne le proprietà sensibili, come la dimensione delle pagine, la grammatura dei fogli, le cromie delle decorazioni, i materiali della legatura, gli elementi preziosi ecc. Il libro facsimile intende essere indistinguibile dal libro originale, così come esso si presenta.
I facsimili si differenziano anche dai falsi, poiché ne viene reso noto lo statuto di copia. Nello specifico, perché la riproduzione di un libro possa essere considerata facsimile, è necessario che essa sia:
- integrale, cioè completa in ogni sua parte, compresi i risguardi all'inizio e alla fine del libro originale;
- a colori;
- conforme all'originale, cioè la copia perfetta del libro originale così come esso si presenta oggi: l'opera viene riprodotta replicandone tutti i difetti: tarli, gore di umidità, tracce d'uso, impurità, parti mancanti, ecc.;
- legata manualmente, nel caso di carte legate in un blocco libro.

A questi requisiti se ne aggiungono altri, frutto di consuetudini editoriali consolidatesi nel corso degli anni:
- la riproduzione deve essere commentata: il facsimile è sempre accompagnato da un volume di commento, che contiene studi storico-artistici dell'opera riprodotta e talvolta può raccogliere la traduzione integrale del testo;
- la riproduzione deve essere a tiratura limitata, cioè stampata in un numero di esemplari solitamente inferiore a mille;
- la riproduzione deve essere garantita, cioè corredata di un certificato di garanzia che attesti sia la completezza e la conformità della riproduzione all'originale, sia il numero di esemplare.